# Julien Féret
Julien Féret (Saint-Brieuc, 5 juli 1982) is een Frans voetballer die bij voorkeur als offensieve middenvelder  speelt. Hij verruilde in 2014 Stade Rennais voor SM Caen.

## Clubcarrière
Féret speelde in de lagere divisies voor AS Cherbourg, Chamois Niortais en Stade Reims. In 2008 verhuisde hij naar eersteklasser AS Nancy. Na drie seizoenen, waarin hij 14 doelpunten scoorde uit 104 competitiewedstrijden, werd hij in 2011 verkocht aan Stade Rennais. Féret tekende een driejarig contract bij Stade Rennais, dat een bedrag van vier miljoen euro betaalde voor zijn diensten.
1 Zelazny ·
2 Baysse ·
3 Armougom ·
4 Diomandé ·
5 Sankoh ·
6 Oniangué  ·
7 Khaoui ·
9 Repas ·
10 Fajr ·
11 Ninga ·
12 Beauvue ·
13 Joseph ·
14 Gradit ·
15 Imorou ·
16 Callens ·
17 Deminguet ·
18 Bammou ·
19 Tchokounté ·
21 Guilbert ·
22 Mbengue ·
23 Dabo ·
24 Djiku ·
27 Crivelli ·
29 Genevois ·
30 Samba ·
40 Reulet ·
Coach: Mercadal